# Royaume de Juda
Pour les articles homonymes, voir Juda.
Pour un article plus général, voir Israël antique.
931 av. J.-C. – 586 av. J.-C.
Entités précédentes :
- Royaume d'Israël (monarchie unifiée)

Entités suivantes :
- Civilisation babylonienne : 
 Yehoud (province de Babylone)

Le royaume de Juda est un royaume du Proche-Orient ancien établi par les Israélites à l'âge du fer. Selon la Bible, il existe de 931 à 586 av. J.-C., concomitamment avec le royaume d'Israël et en rivalité avec lui. L'archéologie permet de tracer l'existence de Juda en tant que royaume à partir du VIIIe siècle av. J.-C. Selon la Bible, sa création serait le résultat d'un schisme après la mort du roi Salomon. Après une période d'essor sous la domination de l'empire néo-assyrien, il est détruit par les Babyloniens sous le règne de Nabuchodonosor II dans un contexte de guerre entre Égyptiens et Babyloniens.

## Histoire

### Origines
À la fin de l'âge du bronze récent, l'Orient méditerranéen est soumis à de grands bouleversements. Au Levant, la culture urbaine cananéenne s'est effondrée. Les cités qui prospéraient au bronze récent se trouvent affaiblies. Les grandes puissances régionales, l'Égypte et les Hittites, ont perdu leur influence. À la suite du vide laissé par l'effondrement général de la culture urbaine, une nouvelle organisation se met en place. Dès l'âge du fer I, la population se met à croître dans les hautes terres du centre de Canaan. Cette augmentation est plus évidente dans le nord, qui est une région plus fertile, que dans les monts de Judée, plus arides. Alors que les hautes terres et les vallées du nord sont bien adaptées à l'élevage et à l'agriculture, la Judée au sud dispose de ressources plus faibles et reste en retrait. Le Xe siècle av. J.-C. voit l'émergence de nouvelles entités. La côte méditerranée est contrôlée au sud par les cités-états philistines (Éqron, Ashdod, Gath, Ashkélon et Gaza) alors que le nord est sous l'influence des royaumes phéniciens. En Syrie, des royaumes araméens s'organisent, dont celui centré sur Damas. Dans les hautes terres de Canaan, de nouvelles entités israélites émergent progressivement : au nord Israël et au sud Juda.
L'histoire du royaume de Juda est mal connue avant le VIIIe siècle av. J.-C. Le seul événement bien attesté est l'intervention du pharaon Sheshonq Ier. Sa campagne est mentionnée dans des inscriptions égyptiennes et elle est évoquée dans le Premier livre des Rois. La question de l'apparition d'un état israélite centré sur Jérusalem fait l'objet d'un débat entre les archéologues. Il existe à ce sujet des controverses importantes. Elles conduisent à des reconstructions différentes entre lesquelles il est difficile de trancher. Selon l'approche traditionnelle, des dirigeants charismatiques tels que Saül, David et Salomon ont mis en place le premier état centralisé au Xe siècle av. J.-C. Selon d'autres, cette monarchie unifiée du Xe siècle av. J.-C. n'a pas existé. D'après l'archéologue Israël Finkelstein, les premiers dirigeants israélites n'étaient à la tête que de chefferies sans administration avancée ni architecture monumentale. David était une sorte de chef tribal et Salomon le roi d'une petite cité en marge du reste de la région. Par contre, pour l'archéologue Amihai Mazar, il est difficile de distinguer les niveaux archéologiques appartenant au Xe siècle av. J.-C. de ceux du IXe siècle av. J.-C., ce qui laisse la possibilité d'attribuer aux premiers rois israélites une certaine importance. Ni l'existence de Salomon ni celle de Saül ne sont attestées par l'archéologie. L'existence de David n'est pas attestée de son vivant, mais il est cité comme fondateur de la « maison de David », dynastie différente de la « maison d'Omri », sur la stèle de Tel Dan (IXe siècle av. J.-C. ou VIIIe siècle av. J.-C.).
La Bible présente l'histoire des origines du royaume telle que la conçoivent les scribes judéens. Ces textes bibliques sont généralement considérés comme tardifs, c'est-à-dire très postérieurs à la période qu'ils veulent décrire, ce qui n'exclut pas qu'ils puissent contenir des éléments plus anciens. L'idéologie biblique défend l'idée qu'il existait à l'origine une entité commune aux royaumes d'Israël et de Juda. Cette entité était centrée sur Jérusalem et sur son temple consacré à YHWH. Ainsi, selon l'historiographie judéenne, le royaume de Juda serait apparu lorsque le roi Salomon, le fils du roi David, meurt en 931 av. J.-C. Un schisme éclate alors. Dix Tribus d'Israël se rassemblent dans le nord pour former le nouveau royaume d'Israël, dirigé par Jéroboam Ier tandis que la tribu de Juda et la tribu de Benjamin forment autour de Jérusalem au sud un royaume de Juda, plus homogène, notamment sur le plan religieux, que le royaume d'Israël. Une grande partie des Lévites consacrés au Temple de Jérusalem rejoignent également le royaume de Juda. D'après la Bible, ce royaume dit du sud reste plus attaché à la parole de YHWH que son voisin du nord, le royaume d'Israël. La présence du Temple de Jérusalem dans sa capitale est liée à ce maintien de la foi, malgré certaines époques où les rois ont favorisé l'idolâtrie sur ce territoire. Dans la Bible sont mentionnées trois prises de Jérusalem pendant cette période : sous le règne de Roboam, fils de Salomon, par le pharaon égyptien Sheshonq Ier (prise non mentionnée dans les inscriptions égyptiennes), sous Joram, par des Philistins et des « Arabes qui sont dans le voisinage des Éthiopiens », sous Amasias, par le roi d’Israël Joas.
À partir du Xe siècle av. J.-C., il existe vraisemblablement une entité politique dans les monts de Judée. Ses dirigeants gouvernent un petit territoire autour de Jérusalem. De petites forteresses lui permettent d'assurer son contrôle sur la région environnante. Le territoire comporte quelques hameaux. Sa population est constituée de groupes nomades ou semi-nomades.

### Émergence du royaume (IXe–VIIIesiècleav. J.-C.)
L'émergence de Juda en tant qu'État fait l'objet de nombreuses études. Les débats portent surtout sur la période s'étendant du IXe au début du VIIIe siècle av. J.-C. Il s'agit de déterminer à partir de quand Juda est un État pleinement développé, c'est-à-dire un État doté d'une administration organisée, présentant une hiérarchisation sociale et capable de s'afficher comme une puissance régionale au travers de réalisations architecturales.
À partir du IXe siècle av. J.-C., le nombre de sites habités augmente considérablement sur l'ensemble du territoire de Juda. Ce sont d'abord les régions en périphérie des monts de Judée qui commencent à se développer, en particulier la Shéphélah à l'ouest et la vallée de Beer-Sheva au sud. Le processus de peuplement est particulièrement important dans la Shéphélah et dans le territoire de Benjamin, au nord de Jérusalem. Ces deux régions se développent beaucoup plus rapidement que les monts de Judée. Les premières fortifications en territoire judéen sont établies dans la Shéphélah et dans la vallée de Beer-Shéva. Des forts sont ainsi construits sur les sites de Lakish, de Beer-Sheva et d'Arad.

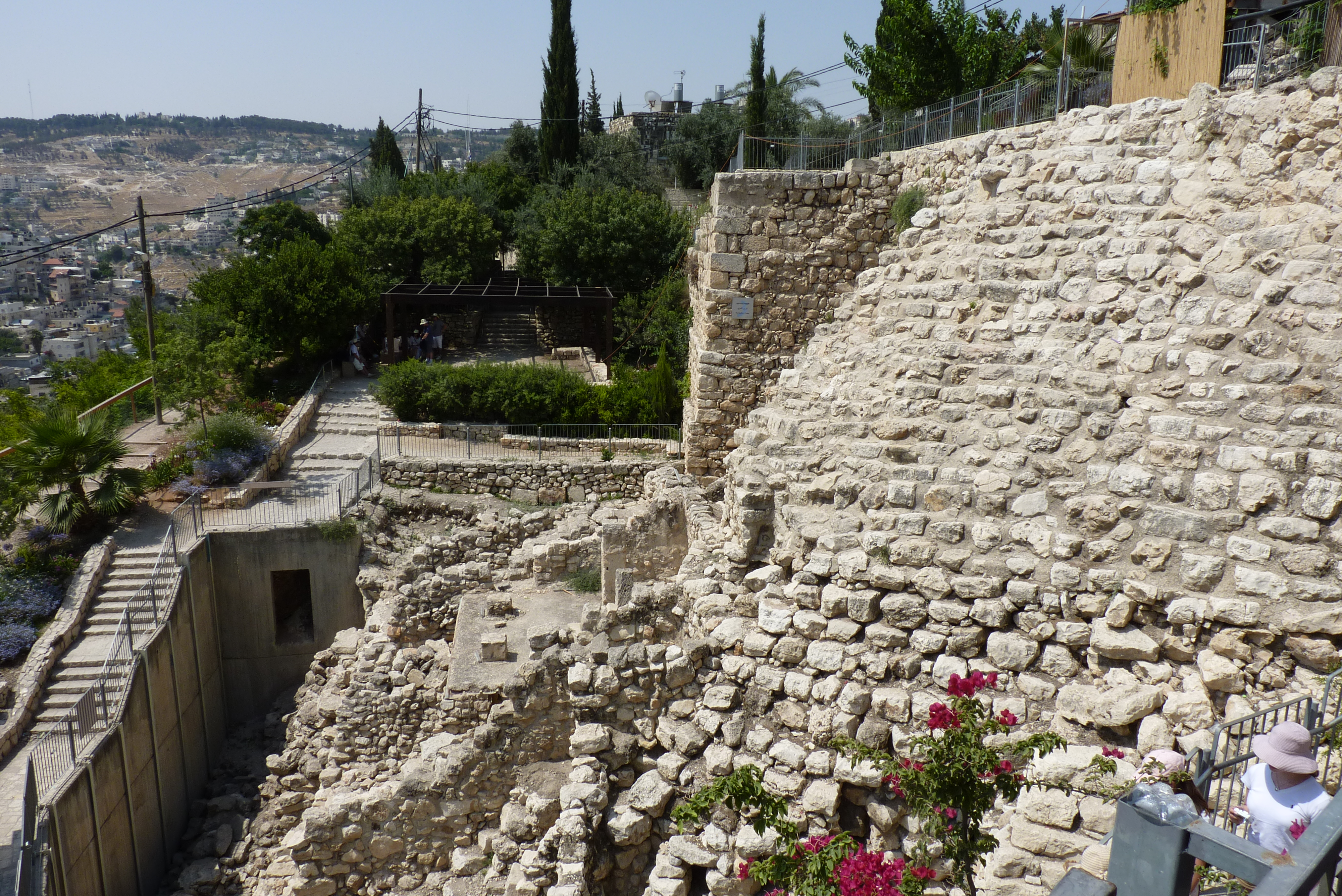
La « structure en pierre à degré », (Jérusalem, datation en partie des)

À Jérusalem, une partie de la construction connue sous le nom de « structure en pierre à degré » pourrait dater de cette période. Il semble néanmoins que le développement de Jérusalem reste limité si on le compare aux sites de la Shéphélah et du Néguev. La ville ne contient que peu de restes archéologiques datables du IXe siècle av. J.-C. et elle ne sera pas fortifiée avant le milieu du VIIIe siècle av. J.-C.

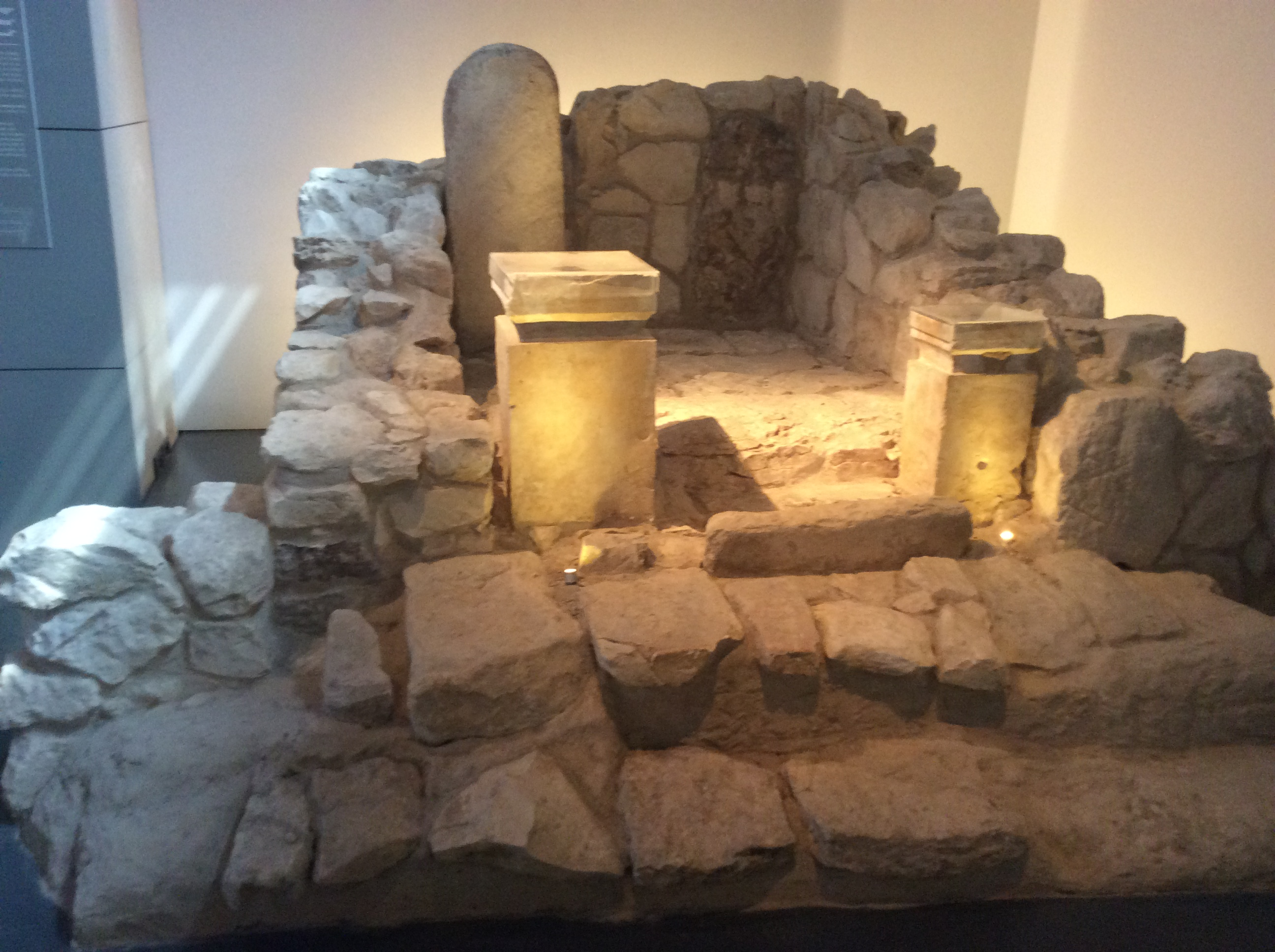
Partie centrale du seul sanctuaire du Royaume de Juda retrouvé, Arad, Musée d'Israël.

Plusieurs facteurs peuvent expliquer le développement de Juda à partir du IXe siècle av. J.-C. Au nord, le royaume d'Israël est alors en pleine expansion sous la conduite de la dynastie omride. Juda est peut-être alors le vassal d'Israël et celui-ci a pu contribuer au développement de son voisin sudiste. À la fin du IXe siècle av. J.-C., l'expansion d'Israël est contrecarrée par la politique expansionniste du royaume araméen de Damas. Les campagnes militaires de Damas affaiblissent le royaume d'Israël et les cités philistines. La destruction de la ville philistine de Gath à l'ouest de Juda offre de nouvelles opportunités au royaume pour se développer. Cette destruction est peut-être due à la campagne du roi araméen Hazaël rapportée par le Deuxième livre des Rois et qui serait intervenue sous le règne de Joas. L'affaiblissement de Gath favorise Juda qui étend son territoire dans la Shéphélah, voire dans la vallée de Beer-Sheva. Le retrait d'Israël et des cités philistines autorise l'expansion du royaume et lui permet d'accéder au statut de puissance régionale. Cette période correspond selon le Deuxième livre des Rois aux règnes de Joas, d'Amasias et d'Ozias. À Jérusalem, des éléments de bureaucratie de comptabilité commencent à apparaître. Près de la source de Gihon, on a retrouvé des sceaux et des bullae indiquant des liens avec les Phéniciens. Une administration se met en place, sous l'influence directe ou indirecte des Omrides et de leurs contacts avec la côte phénicienne,.
Du IXe siècle av. J.-C. au VIIIe siècle av. J.-C., la vallée de Beer-Sheva est le lieu d'une intense activité de peuplement. Des centres administratifs et militaires s'y établissent. En plus des fortifications massives de Beer-Sheva et d'Arad, on trouve IXe siècle av. J.-C. des forts à Tel Masos et à Tel Malhata. Lorsque les fortifications de Beer-Sheva et d'Arad sont détruites, peut-être à la suite d'un tremblement de terre, elles sont remplacées par des constructions de moindre importance. Au VIIIe siècle av. J.-C., le nombre de sites habités a doublé par rapport au IXe siècle av. J.-C. Il existe des constructions à Tel Ira, et des forts à Kadesh Barnéa et à Tell el-Kheleifeh.
À la fin du VIIIe siècle av. J.-C., Jérusalem est devenue un centre urbain majeur. Sa population est estimée entre 6 000 et 20 000 habitants. La ville déborde de son noyau originel situé sur la colline de l'Ophel. Elle s'étend désormais vers l'ouest, sur les pentes de la colline occidentale. Le livre de Sophonie fait allusion à ce nouveau quartier résidentiel, le mišneh, le « Deuxième district », et au maktēš, le « ravin », probablement la vallée du Tyropœôn. De nouvelles nécropoles accompagnent ce développement à l'ouest de la ville. Des tombes sont creusées sur le Ketef Hinnom et dans le secteur de Mamilla. Les tombes à bancs font leur apparition dans le cœur du territoire de Juda, les monts de Judée, à partir du VIIIe siècle av. J.-C. Ce type de tombes existait déjà dans la Shéphélah au IXe siècle av. J.-C. Il semble que les pratiques funéraires en cours dans les territoires nouvellement conquis se diffusent alors en Juda. L'apparition de ces tombes témoigne de l’existence d'une nouvelle classe sociale aisée. Cette évolution semble indiquer que de nouvelles élites urbaines ont fait leur apparition en Juda et qu'elles adoptent ou adaptent les pratiques de leurs voisins cananéens et philistins.

### Expansion du royaume (VIIIe–VIIesiècleav. J.-C.)
L'existence du royaume de Juda est bien documentée par l'archéologie à partir du VIIIe siècle av. J.-C. Juda apparaît pour la première fois dans les sources historiques sous le règne d'Achaz. Le roi est alors vassal de l'Assyrie et il verse un tribut à Teglath-Phalasar III. Selon le livre des Rois, les royaumes d'Israël et de Damas attaquent Juda pendant les années 734-732 au cours de la guerre dite « syro-éphraïmite ». Les causes de cette guerre ne sont pas claires. Pour se défendre, Juda aurait fait appel à l'Assyrie. Cet événement n'est pas confirmé par les sources assyriennes. Quel qu'ait été le déroulement réel des événements, ce conflit accélère certainement le passage de Juda dans la sphère d'influence assyrienne. En 722 av. J.-C., la destruction de Samarie fait disparaître le royaume rival d'Israël. Juda se retrouve désormais en contact direct avec les Assyriens au travers des nouvelles provinces assyriennes de Samarie, Megiddo et Dor.
Dans la Shéphélah, la ville de Lakish se développe.

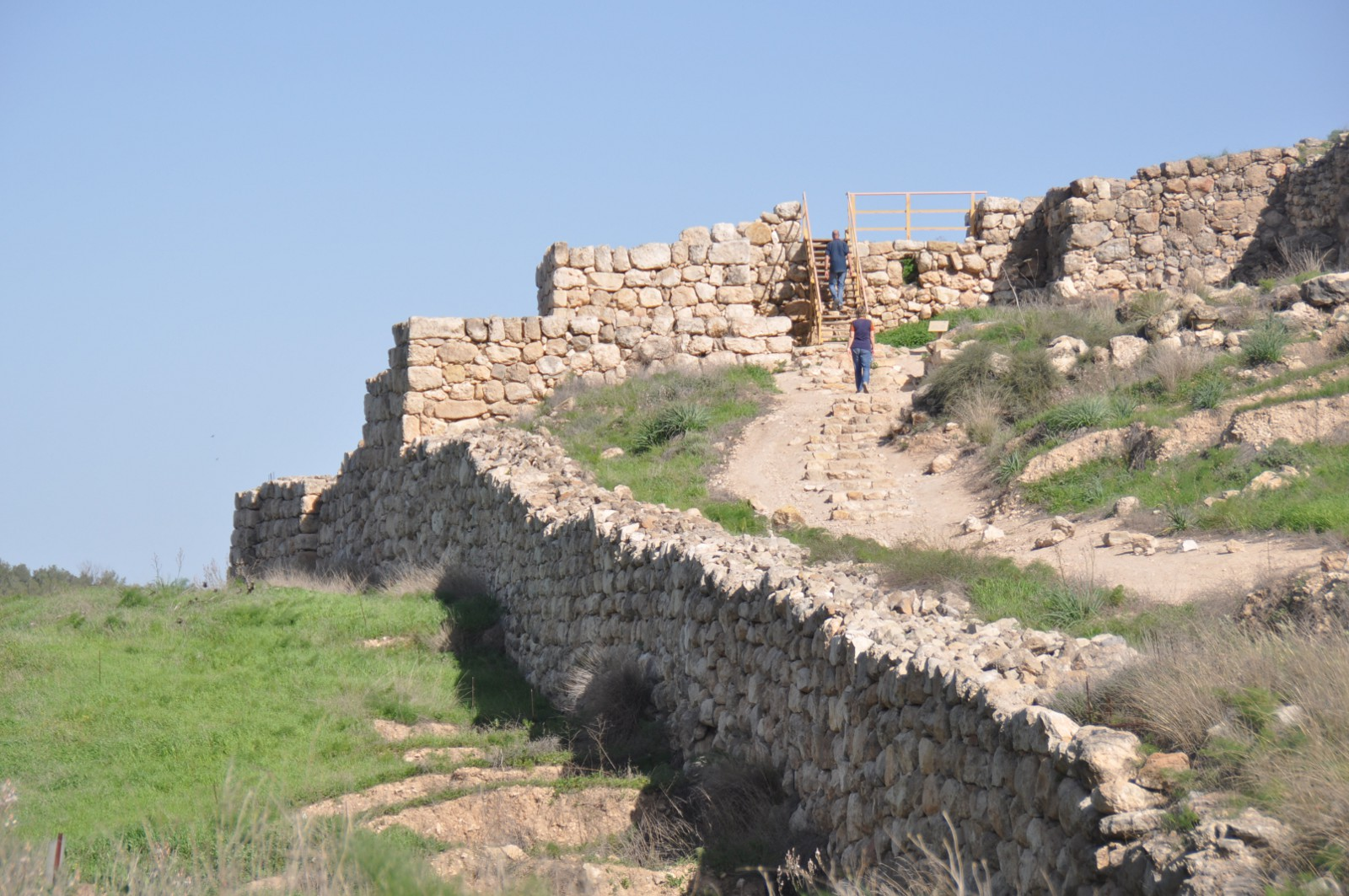
Fortifications de Lakish (Israël)

En 701 av. J.-C., le roi assyrien Sennachérib attaque Juda. L'intervention de Sennachérib laisse Juda dévasté. Seules les villes de Jérusalem et de Gezer, ainsi que le territoire de Benjamin sont épargnés. Toutes les autres villes sont touchées. Au sud de Jérusalem, le fort de Ramat-Rachel est détruit. Les villes de la Shéphélah (Bet Shemesh, Timnah) comme celles du Néguev (Arad et peut-être Beer-Shéva) subissent des destructions. Jérusalem reste le principal centre urbain de la région. Les Assyriens célèbrent la prise de Lakish par la représentation du siège de la ville sur des bas-reliefs à Ninive. Le relief de Lakish (en) aujourd'hui exposé au British Museum décrit précisément le siège et la prise de cette ville. Juda reste profondément marqué par la campagne de Sennachérib et par la prise de Lakish. Les Assyriens donnent les territoires de la Shéphélah aux villes philistines d'Usqalūna (Ashkelon), Anqarrūna (Ekron) et Ḫazzat (Gaza). Ils cherchent ainsi à renforcer leur contrôle sur la frontière sud de leur empire et à soutenir la prospérité économique des royaumes philistins. Juda est quant à lui considérablement affaibli, tant militairement qu'économiquement. Sur 354 sites occupés par les Judéens, seuls 39 seront reconstruits après l'intervention assyrienne. Ses ressources humaines se retrouvent diminuées à la suite de la perte d'une grande partie de son territoire. Il semble que ce soit la ville d'Ekron qui profite le plus de l'affaiblissement de Juda.

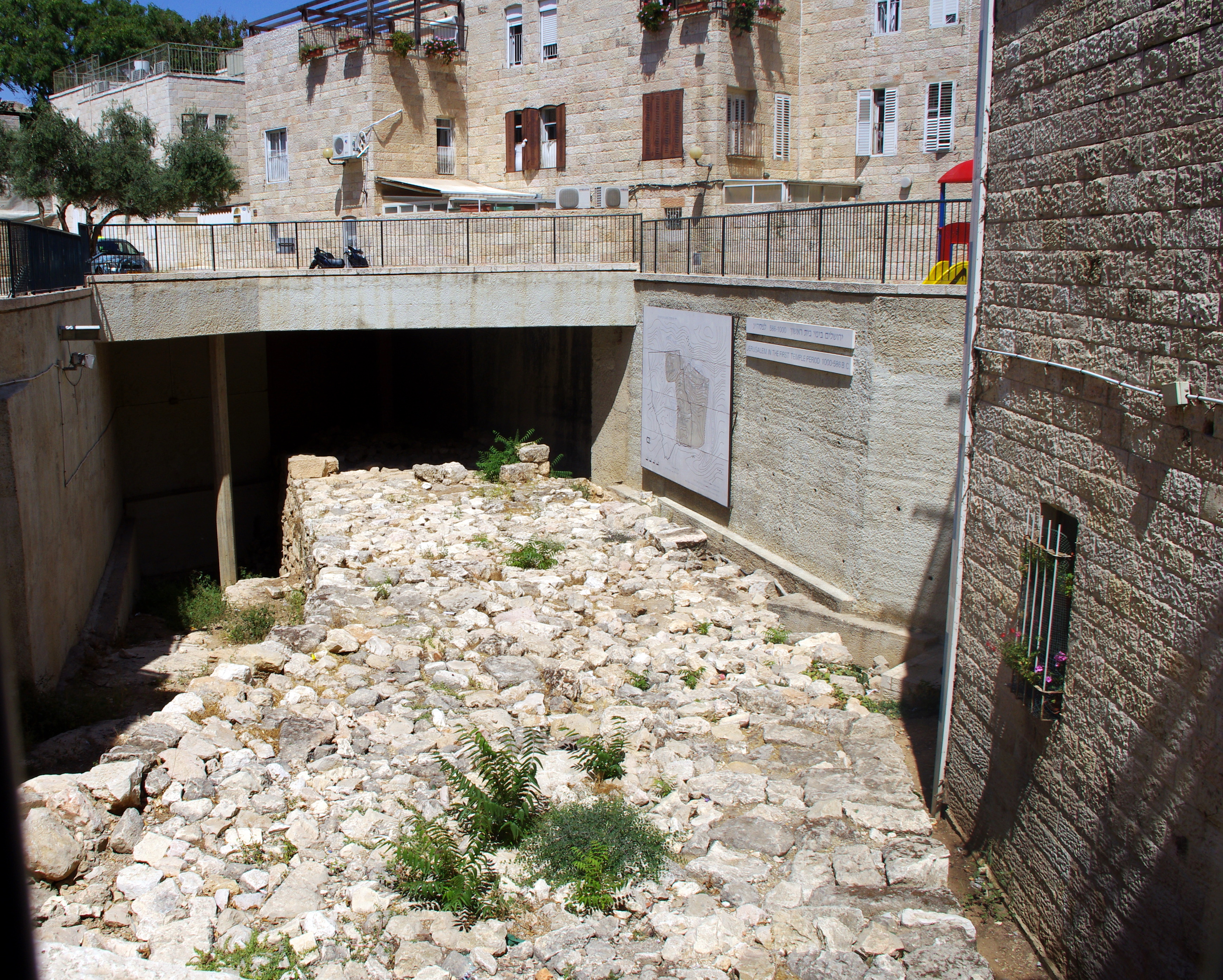
Rempart sur la colline occidentale de Jérusalem (mis au jour lors de la reconstruction du quartier juif de la vieille ville de Jérusalem)

Cependant, au VIIe siècle av. J.-C., durant les longs règnes de Manassé et de Josias, le royaume bénéficie de la prospérité qui règne dans les régions sous le contrôle de l'Assyrie. Du VIIe au VIe siècle av. J.-C., le royaume connaît une période de reconstruction. Les fortifications de Lakish sont reconstruites mais le site n'est que peu habité. Le développement du royaume se traduit surtout par un accroissement du secteur rural notamment dans les régions à la limite du désert. La population s'établit dans les zones arides du désert de Judée et du Néguev. Pour compenser la perte de ses territoires de la plaine côtière, Juda exploite ses territoires du sud et de l'est de la Judée. Le Néguev et la vallée du Jourdain sont intégrés au système de commerce assyrien et se développent à la fois économiquement et démographiquement. Ein Gedi  et Jéricho s'agrandissent. Cette phase de peuplement s'accompagne de la création de nouvelles fortifications. À Jérusalem, la population augmente considérablement. Des réfugiés ont probablement afflué du royaume détruit d'Israël et de la Shéféla dont Juda a perdu le contrôle. La surface de la ville augmente. Elle s'étend sur la colline occidentale. Une fortification protège ces nouveaux quartiers,. La ville s'étend aussi vers le nord, dans une zone en dehors des fortifications. Le tunnel de Siloé permet d'alimenter la ville en eau à partir de la source de Gihon. Selon le livre des Rois, cet aménagement est attribué au roi Ézéchias dans un contexte de guerre avec l'Assyrie, mais archéologiquement il peut aussi dater de la période d'expansion de la ville sous le règne de Manassé. Des forts et des fermes sont construites autour de Jérusalem. Au sud, le fort de Ramat-Rachel est reconstruit. Il abrite probablement un centre administratif où sont établis des fonctionnaires assyriens.

### Entre l’Égypte et Babylone
À la fin du VIIe siècle av. J.-C., l'empire assyrien entre en crise. En proie à la révolte des Babyloniens conduits par Nabopolassar et à l'attaque des Mèdes, l'empire assyrien se retire de ses possessions au Levant. L'empire s’effondre complètement en une dizaine d'années. Pendant quelques années, le roi Josias a la possibilité de gouverner Juda sans être soumis à des interventions étrangères. C'est alors, vers 622, qu'il en profite pour mener sa grande réforme visant à centraliser le culte autour du Temple de Jérusalem.
L’Égypte cherche à combler le vide laissé par le retrait de l'Assyrie du Levant. L'Égypte a des vues sur la Syrie et la Samarie. Le contrôle de la région lui permet en effet d'accéder à la Syrie du nord et au-delà, à l'Euphrate. Le royaume de Juda se trouve ainsi enclavé entre les trois grands de l'époque. L’Égypte parvient à contrôler la région pendant une vingtaine d'années, de 624 à 604 environ. Elle établit un centre administratif à Riblah. Son intérêt se porte d'abord sur la Phénicie et sur ses ports de commerce, mais elle cherche aussi à établir son contrôle sur toute la région et Juda n'est pas ignoré. L’Égypte souhaite soutenir l'Assyrie car la présence de l'Assyrie, même diminuée, lui permet d'éviter d'être directement confrontée à Babylone. En 612, la capitale assyrienne, Ninive est détruite par les deux nouvelles puissances régionales : Babylone et la Médie, dont l'union est marquée par le mariage de Nabuchodonosor II avec une fille de Cyaxare. En 610-609, le pharaon Nékao II mène une campagne dans le nord de la Syrie pour tenter de sauver ce qui reste de l'Assyrie. Cette campagne vise à aider Assur-uballit II à reprendre la ville de Harran aux Babyloniens. Nékao et son armée empruntent la Via Maris qui rejoint la Syrie en passant par la vallée de Jezreel. Quelques semaines avant les combats, il s'assure de son contrôle sur Juda en éliminant le roi Josias à Megiddo. Un fils de Josias, Joachaz, devient roi et règne pendant trois mois. Il se rend à Riblah pour obtenir l'approbation de Nékao. Après l'échec de sa campagne contre les Babyloniens, Nékao préfère écarter Joachaz qui était devenu roi sans son accord. Il le remplace par son frère Joiaqim. Joachaz est déporté en Égypte. Le royaume de Juda est soumis à un lourd tribut.
À l'été 605, Nékao II affronte Nabuchodonosor II à la bataille de Karkemish. Nékao est battu et se retire en Égypte. Cette défaite marque l'esprit des Judéens. Le prophète Jérémie se fait l'écho sur cette bataille décisive pour l'avenir de Juda (Jérémie 46,2). Elle a fait définitivement basculer le royaume et le reste du Levant dans la sphère d'influence babylonienne (2 Rois 24,7). En 604-603, Nabuchodonosor conquiert la Syrie, la Phénicie et la Philistie. Les Chroniques babyloniennes ne mentionnent pas Juda, qui se soumet vraisemblablement. Le roi Joiaqim reste en place, même s'il avait été désigné par l’Égypte quelques années auparavant. La Judée devient vassale de Babylone. La population du royaume est divisée entre les partisans de l'Égypte et de Babylone. L'empire néo-babylonien s'est bâti en quelques années et n'a que peu d'expérience dans le domaine de l'organisation d'un grand territoire. Il est surtout préoccupé par le danger que représente pour lui l’Égypte. Il se contente donc de garder les structures déjà en place. Les Babyloniens s'investissent peu dans la région et ne cherchent pas à la développer contrairement à la politique assyrienne au Levant.

### Le premier siège de Jérusalem par les Babyloniens
Pendant l'hiver 601-600, Nabuchodonosor organise une invasion de l’Égypte, mais celle-ci est un échec. L’Égypte sort renforcée de cette confrontation et retrouve de l'influence dans la région. Avec ce retour de l’Égypte sur la scène régionale, le roi Joiaqim est certainement contraint de cesser de payer le tribut à Babylone. Cette révolte de Juda l'expose aux représailles. Pendant l'hiver 598-597, Nabuchodonosor organise une campagne contre Juda. Les Babyloniens sont précédés de troupes auxiliaires chaldéennes, araméennes, moabites et ammonites. Les Babyloniens prennent Jérusalem le 2 adar, c'est-à-dire le 15-16 mars 597. La prise de la ville a dû avoir une certaine importance pour l'auteur de la Chronique babylonienne car sa date est précisément notée. Joiaqim meurt alors et son fils Joachin, qui lui a succédé, préfère se rendre. La mort de Joiaqim donne un sursis de quelques années au royaume. Malgré la révolte de Joiaqim, les Babyloniens laissent en place la monarchie davidique. Ils se contentent d'exiler le roi Joachin et de le remplacer par Sédécias, un fils de Josias. Cependant, pour la première fois, les Babyloniens agissent contre Juda. Ils déportent une partie de l'élite de Jérusalem en même temps que Joachin. Le royaume de Juda en ressort très affaibli.
La déportation se déroule en deux vagues, la première intervient avant la capture de Jérusalem et l'autre après la reddition de la ville. Environ 10 000 personnes sont exilées, soit au moins dix pour cent de la population totale du royaume, estimée à 110 000 habitants selon les évaluations les plus basses. Les exilés appartiennent à l'élite de la population. Il s'agit de nobles, de militaires, de prêtres ou d'artisans. La nature des exilés et leur proportion affaiblissent le royaume mais lui laisse cependant la possibilité de survivre. Contrairement aux Assyriens, les Babyloniens ne déportent pas les Judéens afin de les assimiler culturellement et de les intégrer à la mosaïque des peuples de leur empire. Les royaumes qu'ils conquièrent sont faibles et ne représentent pas une menace.
La déportation permet d'asseoir le contrôle sur Juda et de fragiliser un vassal peu fiable. L'objectif est aussi de repeupler et de développer les régions babyloniennes dévastées par la guerre contre l'Assyrie. Les Judéens, de même que les autres peuples déportés, sont établis en tant que communauté. Cette situation permet aux Judéens de conserver leur identité pendant les deux générations suivantes, alors même que le royaume de Juda aura cessé d'exister.

### Le second siège de Jérusalem et la ruine de Juda
L'Égypte de Psammétique II favorise l'instabilité dans la région. Elle soutient les partis anti-babyloniens parmi les royaumes du Levant. En 592, Psammétique II intervient en Phénicie. Les royaumes levantins ont le sentiment que Babylone s'affaiblit et que l'Égypte reprend pied dans la région. Cette situation alimente l'agitation en Juda. La quatrième année de son règne (594-593), Sédécias se rend à Babylone pour renouveler le serment de fidélité ou pour justifier de la situation qui règne en Juda. Les Judéens entretiennent des contacts avec l'Égypte. L'ostracon numéro 3 de Lakish mentionne le séjour en Égypte d'un certain Coniah fils d'Elnathan en l'an 9 du règne de Sédécias. En Juda et en Babylonie, des débats agitent les Judéens. Des messages sont échangés entre les Judéens restés en Juda et les exilés. Ces derniers réclamant clairement la fidélité à Babylone. Face à la menace égyptienne, Nabuchodonosor met en place une nouvelle politique, plus agressive, qui vise à assurer un contrôle direct sur la région frontalière de l'Égypte. L'existence d'un royaume judéen indépendant est condamnée. Juda est la première cible des Babyloniens. Du côté judéen, la rébellion de Sédécias est motivée par deux facteurs. D'abord, les officiels judéens ont une mauvaise appréciation de la situation militaire. Ils estiment que l'Égypte est apte à se battre contre Babylone. Ensuite un sentiment national religieux pousse la population à croire que Jérusalem ne tombera pas car la ville est protégée par Yahweh. Le prophète Jérémie tente de s'opposer à cette confiance aveugle qui met en péril la population. Dans ses oracles, il met en garde contre les prophètes qui prônent la révolte contre Babylone. Le livre de Jérémie témoigne de l'agitation qui règne alors parmi les élites.
En 589, malgré les avertissements du prophète Jérémie, le roi de Juda Sédécias s'allie à la coalition militaire menée par l'Égypte contre Babylone et refuse de payer le tribut imposé. L'instabilité distillée par l'Égypte incite Babylone à revoir sa politique régionale. Il lui devient nécessaire d'intervenir directement afin de reprendre en main la région. Les hésitations de Juda quant à la stratégie à adopter entre l’Égypte et Babylone en font une cible pour les Babyloniens. Le déclin de Juda est à la fois une conséquence de sa situation entre deux empires qui se livrent la guerre, mais aussi des erreurs politiques des rois et de l'élite judéenne. Nabuchodonosor se décide à intervenir massivement au Levant et à supprimer les petits royaumes pour les transformer en provinces babyloniennes. Sa nouvelle politique est destructrice. Pour supprimer les liens avec l'Égypte, les Babyloniens dévastent et appauvrissent la région. Ils cherchent ainsi à créer une zone tampon entre Babylone et l'Égypte. L'armée babylonienne envahit la Judée pendant l'hiver 588/587. Le siège de Jérusalem commence le 10 Tevet, c'est-à-dire en janvier 587. Nabuchodonosor ne conduit pas lui-même le siège. Il laisse la conduite des opérations à ses officiers. Le siège dure 18 mois. Le peuple de la ville est affamé. Des habitants tentent de fuir pour rejoindre le territoire de Benjamin au nord. Cette région est moins touchée par la guerre et les Babyloniens y ont installé leur nouveau centre administratif. Des Judéens se réfugient aussi dans les royaumes voisins de Transjordanie, Ammon, Moab et Édom.
L'armée égyptienne intervient au secours de Jérusalem mais doit se retirer face à l'armée babylonienne. Pendant l'été 586, le 9 Tammouz, soit fin juillet, une brèche est faite dans la muraille de la ville qui se rend. Sédécias et son armée s'enfuient en direction de la Transjordanie. Ils cherchent peut-être à rejoindre le royaume allié d'Ammon. Sédécias est capturé près de Jéricho. Il est emmené à Riblah où se trouve Nabuchodonosor. La lignée davidique est éliminée. Un mois après la capitulation de Jérusalem, la ville est systématiquement détruite. Selon la tradition, c'est le 9 Av que les soldats babyloniens incendient le Temple et les édifices de la ville. Une partie de la population est déportée vers les différentes régions de l'empire babylonien. Le fait de détruire Jérusalem n'est pas un acte de vengeance face à un vassal rebelle, mais une décision tactique. Il s'agit de supprimer la dynastie davidique et de faire disparaître un foyer de rébellion. Les Babyloniens souhaitent établir à la place une nouvelle province, avec une nouvelle capitale et une nouvelle lignée régnante. Les dommages infligés au reste du royaume sont plus limités. C'est Jérusalem qui est principalement visée. Avec l'effondrement du pouvoir central, les régions périphériques du Néguev, de la vallée du Jourdain et de la Shéphélah se retrouvent sans protection ni organisation. Elles sont abandonnées et se retrouvent soumises à infiltration de groupes semi-nomades venus du désert, dont les Édomites.
Les Babyloniens établissent un nouveau centre régional à Mitzpah. Guedalia ben Ahikam (en) est nommé gouverneur de la province. Il devient peut-être gouverneur avant même la capitulation de Jérusalem. Il appartient à une famille d'officiers royaux qui a servi sous le roi Josias. Il est rejoint par Jérémie qui a toujours prôné la soumission aux Babyloniens pour éviter la destruction de Jérusalem. Mitzpa et le territoire de Benjamin forment le noyau de la nouvelle province babylonienne.

### Le retour
En 538, la prise de Babylone fait passer l'empire babylonien aux mains des Perses. Le roi Perse Cyrus II permet alors aux Juifs de retourner à Jérusalem. À leur retour, les exilés judéens fondent Yehoud Medinata, qui est une province de l'empire perse achéménide formée à partir de leur ancien royaume.

## Pratiques funéraires

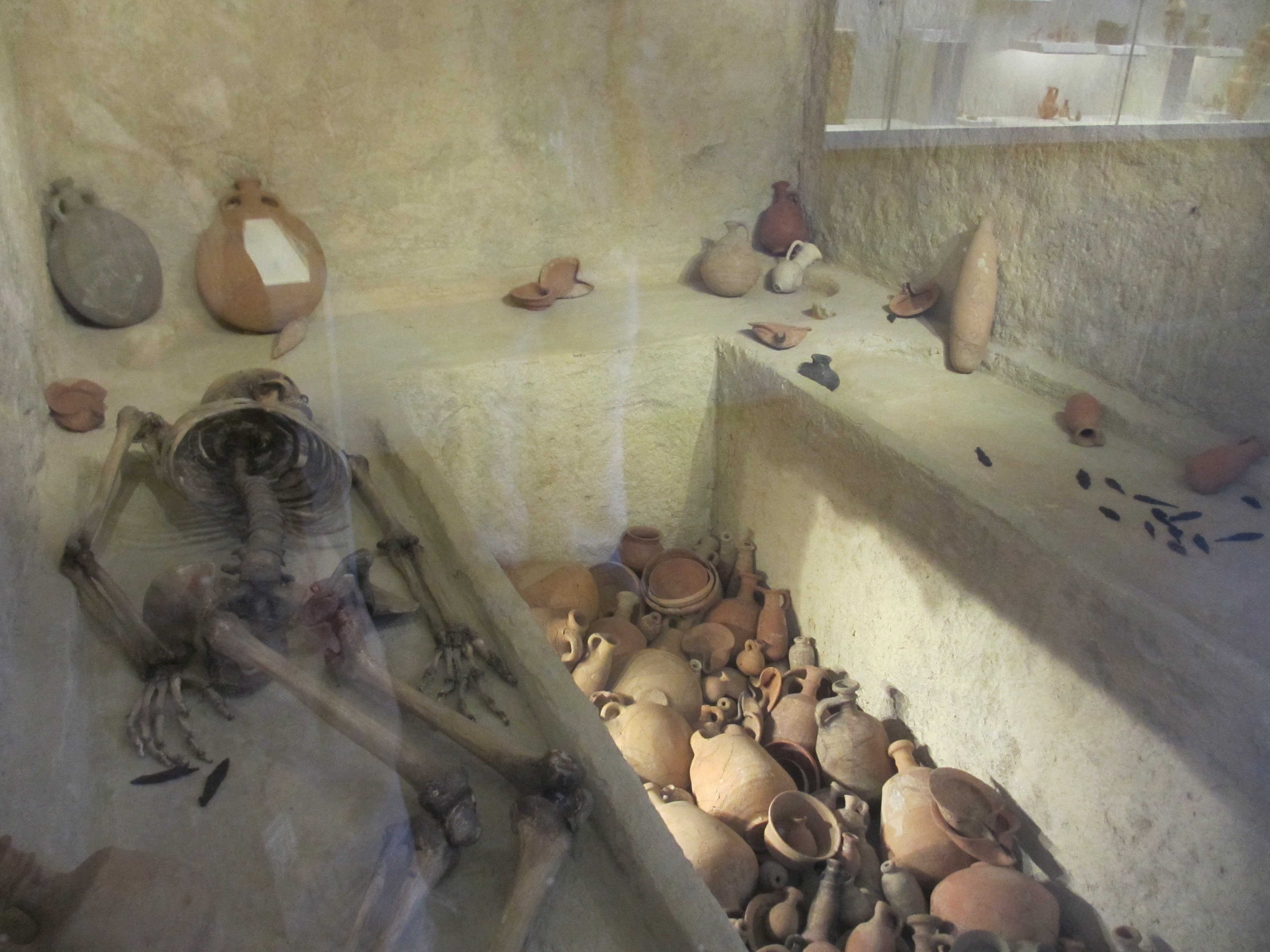
Reconstitution d'une tombe à bancs du Ketef Hinnom (musée d'Israël, Jérusalem).

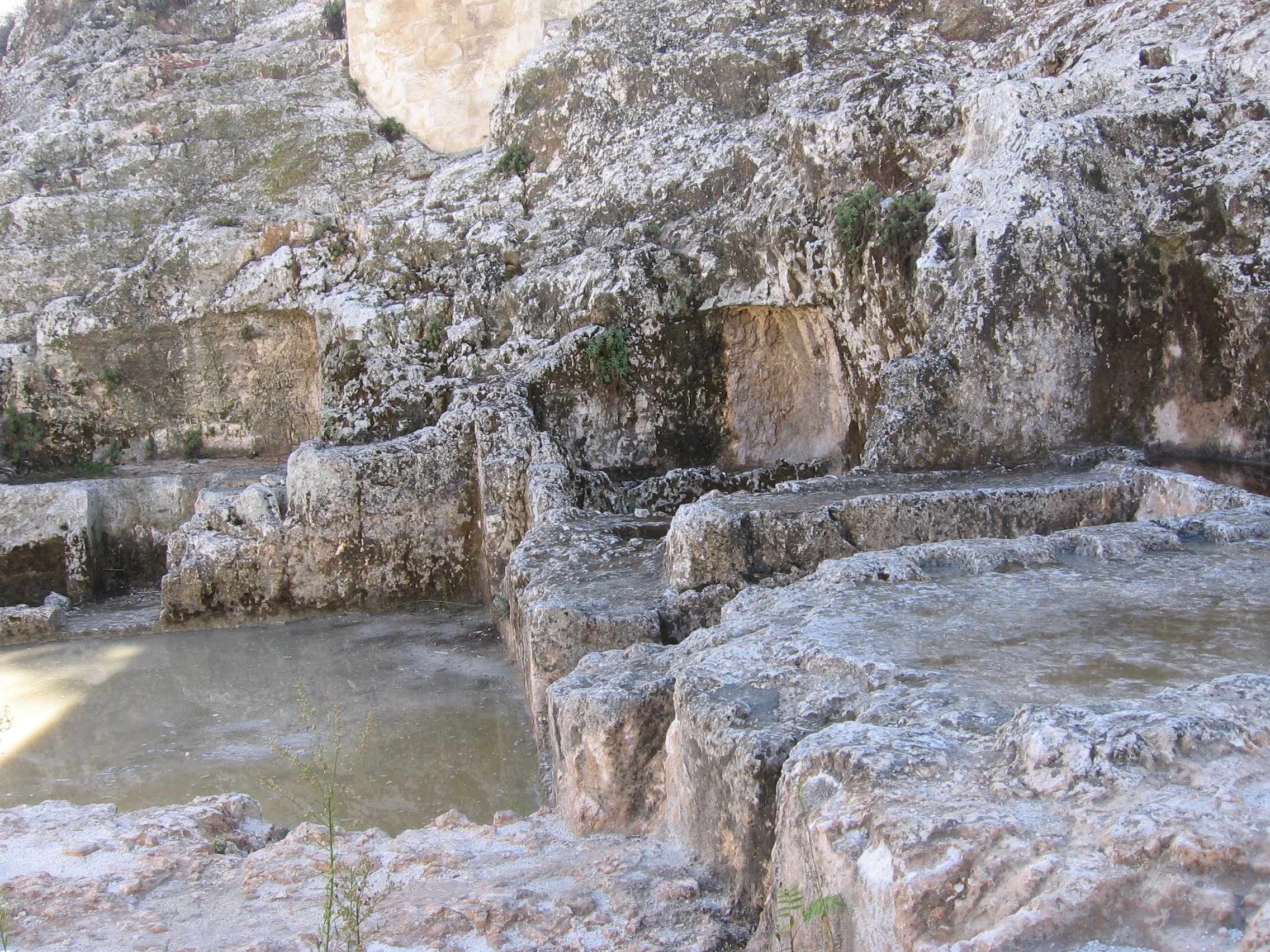
Vestiges d'une tombe du Ketef Hinnom, Jérusalem.

L'ensemble du territoire de Juda a livré de nombreuses tombes datant de la monarchie judéenne. Le type de sépulture le mieux connu consiste en des tombes à bancs creusées dans le rocher. Les défunts sont disposés sur les bancs jusqu'à la décomposition des corps. Ces tombes servent pour des inhumations multiples. Elles étaient utilisées sur plusieurs générations. On a retrouvé jusqu'à cent squelettes dans une même tombe. Les tombes se trouvent à proximité des agglomérations ou isolées dans l'arrière-pays. Dans ce cas, elles devaient être rattachées à des fermes qui n'ont pas laissé de vestiges. On trouve plusieurs nécropoles autour de Jérusalem, notamment dans la vallée du Hinnom et dans celle du Cédron. Bien que les tombes à bancs soient les mieux attestées archéologiquement, elles devaient être réservées à une élite disposant des moyens financiers pour payer de telles funérailles (préparation du corps, creusement de la tombe). La plupart des sépultures étaient probablement de simples fosses qui n'ont pas laissé de traces. La seule tombe à fosse connue en Juda a été découverte à Lakish.

## Le royaume hasmonéen
Au IIe siècle av. J.-C., alors que la Judée fait partie du royaume séleucide, la révolte des Maccabées amène au pouvoir la famille des Hasmonéens, dont un des membres, Aristobule Ier, prend le titre royal vers 104 av. J.-C. Le nouveau royaume de Judée maintient son indépendance jusqu'en 63 av. J.-C., date à laquelle Pompée impose le protectorat de Rome. Les Hasmonéens puis les Hérodiens continuent à régner sur la Judée jusqu'en l'an 6, mais c'est le Sénat romain qui accorde le titre royal. Un dernier roi — petit-fils d'Hérode le Grand et de Mariamne l'Hasmonéenne — Hérode Agrippa Ier règne sur la Judée de 37 à 44.